# Alberto Castagnetti
Alberto Castagnetti (Verona, 3 de febrero de 1943 – 12 de octubre de 2009) fue un nadador y entrenador italiano.
Como nadador, Castagnetti ganó diferentes pruebas italianas de relevos. Participó en los Juegos Olímpicos de Múnich de 1972 y en los Mundiales de Belgrado de 1973.
Fue entrenador del equipo nacional italiano desde 1987 hasta su muerte a consecuencia de complicaciones en una operación del corazón en octubre de 2009. Entrenó a insignes nadadores como Giorgio Lamberti, Domenico Fioravanti y Federica Pellegrini.